# Harry Swinney
Harry Leonard Swinney (Opelousas, 10 aprile 1939) è un fisico statunitense, noto per i suoi contributi alla dinamica non lineare.

## Biografia
Swinney si laureò in fisica nel 1961 alla Southwestern at Memphis (ora Rhodes College), dove fu influenzato dal suo relatore Jack H. Taylor. Nel 1968 conseguì poi il dottorato di ricerca alla Johns Hopkins University, sotto la supervisione di Herman Z. Cummins, e vi rimase come post-doc fino al 1971.
Fu poi assistente professore di fisica alla New York University dal 1971 al 1973, quando divenne professore al City College della City University di New York. Dal 1978 Swinney è professore presso l'Università del Texas ad Austin, dove è direttore del Center for Nonlinear Dynamics.

## Premi e riconoscimenti
- Fluid Dynamics Prize dell'American Physical Society nel 1995[1]
- Premio Jürgen Moser della SIAM nel 2007[4]
- Medaglia Richardson dell'European Geosciences Union nel 2012[3]
- Medaglia Boltzmann nel 2013[5]

Harry Swinney è stato inoltre eletto fellow dell'American Physical Society nel 1977, dell'American Academy of Arts and Sciences nel 1991, della National Academy of Sciences nel 1992, dell'American Association for the Advancement of Science nel 1998 e della Society for Industrial and Applied Mathematics nel 2009.

## Ricerca
Swinney ha lavorato su instabilità, caos e formazione di pattern in diversi sistemi fisici, come fluidi e materia granulare. In particolare, insieme ai suoi collaboratori, ha:
- determinato il tasso di decadimento delle fluttuazioni dei parametri d'ordine nei fluidi vicini al punto critico[10][11]
- studiato la transizione verso il regime turbolento in esperimenti di dinamica dei fluidi[12][13][14]
- caratterizzato le proprietà del caos a partire dalle serie temporali calcolando l'esponente di Lyapunov maggiore[15] e l'informazione mutua[16]
- scoperto molteplici transizioni a pattern differenti nel flusso tra cilindri concentrici indipendentemente rotanti[17]
- progettato un esperimento di laboratorio che ha prodotto un vortice stabile, allo scopo di spiegare la stabilità della Grande Macchia Rossa di Giove, osservata per la prima volta da Robert Hooke nel 1664[18]
- osservato l'emergere di un pattern spaziale come conseguenza di una reazione chimica,[19] come previsto nel 1952 da Alan Turing
- determinato la relazione di scala della dissipazione di energia in un flusso fortemente turbolento tra cilindri rotanti concentrici[20][21]
- osservato fenomeni di diffusione anomala e voli di Lévy in un flusso rotante[22]
- scoperto strutture localizzate, denominate "oscilloni", in uno strato granulare oscillante,[23] gli oscilloni sono stati poi successivamente osservati in molti sistemi dinamici. Gli esperimenti con la materia granulare hanno anche studiato vari pattern spaziali estesi,[24] onde d'urto,[25] e fluttuazioni.[26]
- osservato la formazione di pattern risonanti in sistemi chimici[27][28]
- studiato le strutture frattali sui bordi di foglie e fiori[29]
- trovato un fenomeno di risonanza nelle correnti di bordo delle onde interne generate dal flusso di marea su un pendio[30]
- scoperto una nuova proteina, Slf, prodotta da colonie di batteri Paenibacillus dendritiformis vicine fra di loro, in risposta alla competizione fra tali colonie[31][32]
- scoperto che le fluttuazioni nel numero {\displaystyle N} di batteri che nuotano in un volume vanno come {\displaystyle N^{3/4}}, in contrasto con l'andamento {\displaystyle N^{1/2}} delle fluttuazioni nei sistemi in equilibrio termodinamico[33]